# Sailor Galaxia
Sailor Galaxia (セーラーギャラクシア Sērā Gyarakushia??), también conocida como "Guerrero Galaxia" es un personaje ficticio de la serie de manga y anime Sailor Moon. Es una Sailor Senshi proveniente de afuera de nuestro Sistema Solar y la enemiga más poderosa de la guerrera de la luna, Sailor Moon tanto en el manga como en el anime de la temporada "Stars".

## Perfil
Tanto en la versión animada como en el manga, las guerreras Sailor Senshi tienen como misión proteger el universo entero, pero Sailor Galaxia es una Sailor Senshi que se ha vuelto malvada y desea gobernar la galaxia entera. Para poder hacerlo sin oposición, trata de adueñarse de las semillas estelares (es decir, almas o espíritus) de todas las demás Sailor Senshi del universo. Por eso envía a sus seguidoras, las Sailor Animamates al planeta Tierra a robar las semillas estelares de las Sailor Senshi de nuestro Sistema Solar. 
En la versión animada de la serie, la semilla estelar de Sailor Galaxia, que tiene voluntad propia, se separa de ella y es enviada a la Tierra, adoptando la apariencia de una niña pequeña llamada ChibiChibi.  
En la versión del manga, por el contrario, las semillas estelares de las guerreras son de un tipo especial llamado Cristales Sailor (cristales de poder de cada una de las Sailor Senshi), y Sailor Galaxia posee un Cristal Sailor denominado "Saffer Crystal" (青金石 クリスタル ／サッファークリスタル Seikinseki kurisutaru / saffā kurisutaru?, "Cristal de Saffer", cuyo nombre proviene de la palabra inglesa antigua para "zafiro"), que se describe como uno de los más poderosos que existen. Sailor Galaxia se describe a sí misma como la "Reina Dorada" de un Imperio denominado "Shadow Galactica". 

### Historia
La historia de Sailor Galaxia, al igual que la de otros personajes, también sufrió cambios considerables en su traslado del manga original a la serie de dibujos animados hecha en los años 90. La adaptación más reciente de Sailor Moon Cosmos, en contraste, describe de manera fiel la misma línea argumental que el manga.
De acuerdo a la versión original, Galaxia nació sola en un pequeño planeta al que denominó como "basura". Vivir allí la hacía muy desdichada; hasta que un día sus poderes de Sailor Senshi se despertaron. Al descubrir su identidad como una guerrera y guardiana poderosa, decidió ir a buscar otro planeta o mundo que sí fuera digno de ella, al cual pudiera considerar su hogar.  Fue por esto que, cuando supo de la existencia del Caldero Galáctico, un lugar sagrado donde nacían todas las semillas estelares de la galaxia, decidió que quería convertirse en la guardiana y dueña de ese lugar. Sin embargo, para hacerlo tenía que derrotar a Chaos, una entidad maligna muy poderosa que ya se había apoderado de él. Para derrotar a Chaos necesitaba los Cristales Sailor de todas las guerreras Sailor Senshi de la galaxia, especialmente el más poderoso de todos, el Cristal de Plata de Sailor Moon. Por esto es que formó el Imperio de Shadow Galactica y comenzó a recorrer todo el universo en busca de los cristales sailor de todas las Sailor Senshi, hasta que llegó el turno de las que se encontraban en el planeta Tierra. 
En cambio, de acuerdo a la versión del animé, Sailor Galaxia era la guerrera encargada de proteger la galaxia entera. Comenzó entonces a luchar contra la entidad maligna llamada Caos, pero Caos comenzó a invadir su cuerpo, tomando control sobre ella. Dándose cuenta de que lo que estaba sucediendo, decidió liberar su semilla estelar y dejarla libre recorriendo el universo hasta que esta encontrara un lugar seguro y una persona que pudiese cuidarla. Aquella semilla estelar se convertiría luego en ChibiChibi. Una vez que Galaxia cae bajo el completo control de Caos, se vuelve malvada y decide robar las semillas estelares de las demás Sailor Senshi para convertirse en reina de la galaxia.  
Por esto en ambas versiones ella envía a sus sirvientes las Sailor Animamates, un ejército de sailor senshi controladas por ella con unos brazaletes especiales, con el fin de robar las semillas estelares o Cristales Sailor de las guerreras Sailor Senshi del Sistema Solar (las cuales viven en el planeta Tierra). Tras una larga lucha contra Galaxia y sus seguidoras, las semillas estelares o Cristales Sailor de las sailor senshi residentes en el planeta Tierra, Mamoru Chiba y la Princesa Kakyū son robadas. En otras versiones, las de las Sailors Starlights, Luna, Artemis, Diana y las guardianas de Sailor Mars, Fobos y Deimos son robadas también; aunque éstas sólo en la versión del manga.
En el final del manga o cómic, Sailor Galaxia muere tras aceptar el hecho de que nunca quiso poder sino amor, y al romperse el cristal del brazalete que utilizaba, fallece con una sonrisa en sus labios, sabiendo que al fin conoció el amor personificado en la piedad demostrada por su propia enemiga, Sailor Moon.  
En cambio en la versión animada el poder de Sailor Moon penetra la coraza de Caos, liberando de su control a Sailor Galaxia, y permitiéndole así que ella vuelva a ocupar su rol benéfico como protectora del universo.

### Poderes
1. Galactica Superstring: son anillos de energía que rodean a Sailor Galaxia cuando ataca a su oponente. Utilizado en el manga y los musicales.
2. Galactica Inflation: rayos para atacar a su contrincante.
3. Galactica Magnum: un solo rayo potente para ataque. Sólo en el musical.
4. Brazaletes Dorados: los brazaletes le dan el poder a una sailor senshi de vivir sin poseer semilla estelar. Obviamente, a cambio de pertenecer al bando de Sailor Galaxia y luchar por ella. También poseen a las usuarias de estos artefactos, poder que es originario de Sailor Galaxia. Las únicas sailor senshi que logran evitar el control que estos brazaletes les proveen, son Sailor Urano y Sailor Neptuno.
5. Fuuin no Ken - La "Espada que Sella" solo aparece en el anime y es la utilizada por Sailor Galaxia antes de liberar su semilla estelar,  también existe una espada gemela de esta misma, formada a partir del alma de Sailor Chibi Chibi y es utilizada por Usagi, hacia el final de la serie en el episodio 200.

## Diseño

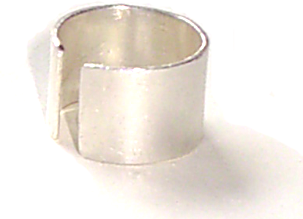
Brazalete de forma similar al utilizado por Sailor Galaxia y las Animamates.

Como Sailor Galaxia, viste con un sailor fuku dorado, una variación del utilizado por las sailor senshi:
- Tocado: utiliza un tipo de "corona" sobre su cabeza con tiras que cuelgan a sus lados con pequeñas piedras rojas, en formas de diamantes en sus puntas.
- Collar y cinturón: en forma de hojas de laurel entrelazadas, formando una trenza.
- Sailor fuku: Desde arriba, sus hombros están cubiertos por hombreras conformadas por piezas de forma  de diamante alargado color dorado, característica que se repite también en su corta falda y en la parte superior de sus botas. La parte central de su cuerpo está formado por placas que forman la figura de sus pechos y cintura.
- Brazaletes: posee dos brazaletes dorados, uno en cada muñeca, con una importante piedra incrustada en el centro de cada uno. Los utiliza como armas para robar las semillas estelares y poseer así, el sailor crystal de cada senshi.

En su versión oscura al final de la serie, el traje es exactamente el mismo pero en color negro, sin los brazaletes y con el agregado de un par de alas similares a las de un murciélago en su espalda. 
Como Sailor Galaxia (buena), su pelo es largo y ondulado, hasta casi tocar el suelo y de color rubio, matizado con rojo a medida que se acerca a las puntas. No posee armadura y usa un vestido simple (cuando se transforma utiliza su transformación dorada) y largo color amarillo claro.